# Wapen van Merchtem

Het wapen van Merchtem (sinds 1989).

Het Wapen van Merchtem is het heraldisch wapen van de Belgische gemeente Merchtem. Het huidige wapen werd voor het eerst op 5 januari 1925 toegekend en op 8 november 1989 nog eens bevestigd.

## Geschiedenis
Het huidige gemeentewapen is gebaseerd op een zegel van de schepenbank van Merchtem uit 1336. De stadsmuur en poort met daarboven een vlag met het wapen van Brabant verwijzen naar het feit dat Merchtem in 1251 stadsrechten ontving van hertog Hendrik III van Brabant.

## Blazoen
Het wapen heeft de volgende blazoenering:
In goud een uitkomende gekanteelde poort van keel, geopend van het veld, met een aangebouwde gekanteelde weermuur van keel die de schildranden raakt, beide gemetseld van het veld, de poort getopt met een omgewende banier van sabel met stok van goud en beladen met een leeuw van hetzelfde, geklauwd en getongd van keel.